# 니콜라에 디커
니콜라에 콘스탄틴 디커(루마니아어: Nicolae Constantin Dică, 1980년 5월 9일 ~ )는 루마니아의 전 축구 선수이자 축구 감독이다. 현역 시절 포지션은 공격형 미드필더, 공격수였다. 현재 CS 미오베니의 감독이다.